# Citorclinum laboutei
Citorclinum laboutei is een zakpijpensoort uit de familie van de Pseudodistomidae. De wetenschappelijke naam van de soort is voor het eerst geldig gepubliceerd in 1988 door Monniot & Millar.